# Julio Osorio
Julio Osorio Quintana (Panama, 2 ottobre 1939 – Panama, 28 settembre 2022) è stato un cestista panamense.

## Carriera
Con Panama disputò i Giochi panamericani di Winnipeg 1967, i Giochi olimpici di Città del Messico 1968 e i Campionati mondiali del 1970.